# 东喜乡
东喜乡（藏語：སྟོང་ཤེ་），是中华人民共和国西藏自治区日喀则市白朗县下辖的一个乡镇级行政单位。

## 行政区划
东喜乡下辖以下地区：
强日村、乃直村、普久村、吾久村、曲松村、比木村、思古龙村和多巴村。